# محمد کامل دهلوی

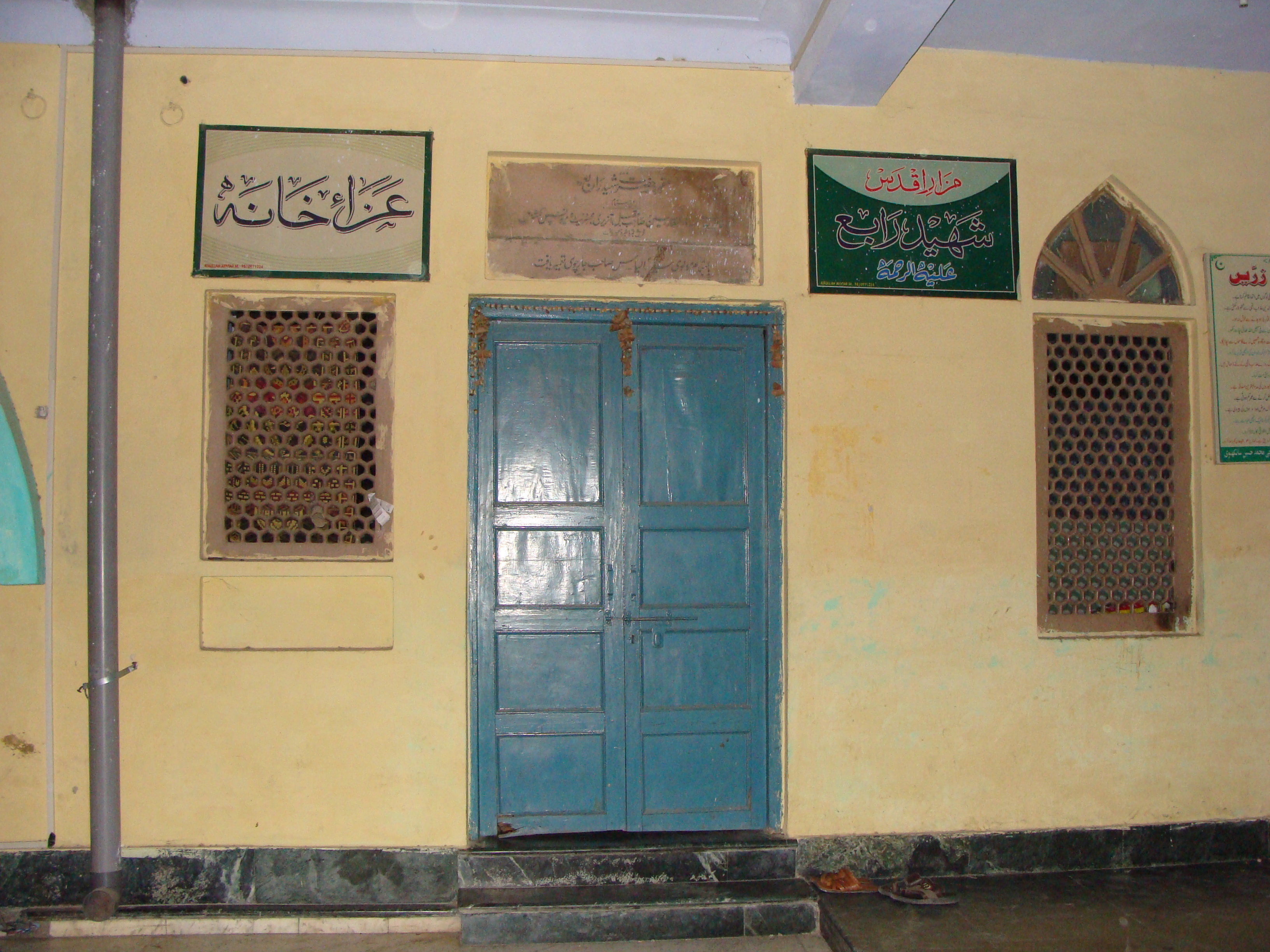
مزار میرزا محمدکامل دهلوی

میرزا محمدکامل دهلوی از علمای شیعه در هند و نویسنده کتاب نزهة الاثنا عشریه بود. این کتاب پاسخی است به کتاب تحفه الاثنا عشریه که توسط شاه عبدالعزیز دهلوی در نقد شیعه نوشته شده بود. وی دوران سلسله جهجهر دستگیر و در زندان درگذشت. مدفن وی پنجه شریف در کشمیری گیت دهلی نو است.
وی در بین شیعیان هند به شهید رابع معروف است.
وی سید محمد سبزواری یا میرزا محمدکاظم نیز نامیده شده و بیشتر در هند ملقب به شهید رابع می‌باشد.
در اطراف مرقد وی در دهلی یک حوزه علمیه شیعیان و مسجد شیعیان نیز وجود دارد.
سید محمد سبزواری یا همان شهید رابع ۶۸ اثر که در زمینه مباحثی در فقه، ادبیات و شعر دارد، شخصیتی متکلم، فقیه و پزشک به حساب می‌آید. او حتی طبابت نیز انجام می‌داده‌است.
وی کتاب «نزهه اثنی عشریه» را در جواب «تحفه اثنی اعشریه» عبدالعزیز محدّث دهلوی نوشت تا بگوید با اهل سنت دعوا نداریم.

## یادداشت
1. ↑  Jhajhar